# Лонва
Лонва (біл. вёска Лонва) — село (веска) в складі Логойського району розташоване в Мінській області Білорусі, підпорядковане Задор'євській сільській раді.
Село Лонва розташоване в центральних районах Білорусі, у північній частині Мінської області орієнтовне розташування [Архівовано 11 червня 2020 у Wayback Machine.].